# Gabunia coerulea
Gabunia coerulea är en stekelart som beskrevs av Joseph Kriechbaumer 1895. Gabunia coerulea ingår i släktet Gabunia och familjen brokparasitsteklar.

## Underarter
Arten delas in i följande underarter:
- G. c. cyanea
- G. c. togoensis